# Rhinolophus swinnyi
Rhinolophus swinnyi är en fladdermusart som beskrevs av Lewis Henry Gough 1908. Rhinolophus swinnyi ingår i släktet Rhinolophus och familjen hästskonäsor. Inga underarter finns listade i Catalogue of Life.
Artpitetet i det vetenskapliga namnet hedrar H. H. Swinny som var samlare av insekter, spindlar och andra djur.

## Utseende
Arten är med svans 60 till 95 mm lång, svanslängden är 16 till 30 mm och underarmarna är 40 till 44 mm lång. Rhinolophus swinnyi är så en liten hästskonäsa. Den har cirka 9 mm långa bakfötter, 15 till 20 mm långa öron och en vikt av 4,5 till 8,3 g. Ovansidans päls bildas av hår som är krämfärgade vid roten och ljusgrå till ljusbrun vid spetsen. Undersidan är täckt av ljusare päls i samma färg eller av nästan vit päls. Hudflikarna på näsan (bladet) består av en hästskoformig del direkt över munnen och av tre andra delar. Den översta delen är trekantig och liknar en skalpell i utseende. Arten har tre skåror i nedre läppen men endast den mellersta är tydlig. Hos Rhinolophus swinnyi är vingarna och svansflyghuden mörkbruna. Arten tandformel är I 1/2, C 1/1, P 2/3, M 3/3, alltså 32 tänder i hela tanduppsättningen. Mellan hörntänderna i överkäken och den första premolaren förekommer en liten klaff.

## Utbredning och ekologi
Arten förekommer i östra Afrika från Tanzania och södra Kongo-Kinshasa till sydöstra Sydafrika. Avskilda populationer finns på Zanzibar och i västra Kongo-Kinshasa. Habitatet utgörs av regnskogar samt av fuktiga eller torra savanner. Individerna vilar i grottor, i gruvor och i liknande gömställen. I bergstrakten når Rhinolophus swinnyi 1640 meter över havet.
Individer hittas oftast ensam eller i små grupper. Endast vid ett fåtal tillfällen registrerades större kolonier. Arten kan även bilda blandade kolonier med Rhinolophus simulator. Denna hästskonäsa kan starta flyget från marken. Den har förmåga att ändra flygets hastighet och den kan nästan sväva på samma ställe.
Arten har främst nattfjärilar som byten som kompletteras med bland annat skalbaggar, flugor, termiter, syrsor och myggor. Honor föder en unge per kull. Vid en studie från Malawi dokumenterades dräktiga honor och honor med aktiva spenar vid början av regntiden (tidig november).

## Bevarandestatus
Antagligen påverkas beståndet negativt av intensivt skogsbruk och av skogarnas omvandling till jordbruksmark. Arten är inte lika vanligt förekommande som andra hästskonäsor men utbredningsområdet är stort. IUCN kategoriserar arten globalt som livskraftig.